# Józef Roman
Józef Roman, ps. Ziuk (ur. 1 lipca 1914 w Chełmie, zm. 14 listopada 2003 w Szczecinie) – pułkownik Wojska Polskiego, żołnierz Armii Krajowej. Kawaler Orderu Virtuti Militari.
Był honorowym Prezesem Okręgu Światowego Związku Żołnierzy Armii Krajowej w Szczecinie.

## Przed wojną
Wychowywał się i kształcił w Kowlu na Wołyniu. Tam otrzymał świadectwo dojrzałości. W 1936 roku ukończył Szkołę Podchorążych Artylerii w Toruniu i został skierowany do  13 Kresowego pułku artylerii lekkiej w Równem. Od 1938 roku służył w 1 dywizjonie pomiarów artylerii w Toruniu.

## Okres wojny
W kampanii wrześniowej 1939 roku walczył jako dowódca plutonu topograficzno-ogniowego 4 baterii pomiarów artylerii, będącej w dyspozycji dowódcy artylerii Armii „Pomorze”. W październiku 1939 roku nawiązał pierwsze kontakty konspiracyjne w kręgach związanych z płk. Stanisławem Tatarem. W połowie 1940 roku zorganizował placówkę wywiadowcza Komendy Głównej Związku Walki Zbrojnej w Puławach, a w lipcu 1941 został oddelegowany do pracy konspiracyjnej na Wołyniu. Do końca 1943 roku pełnił tam funkcję szefa Ekspozytury Wywiadowczej Komendy Głównej Związku Walki Zbrojnej, a potem  Armii Krajowej. Do jego największych osiągnięć wywiadowczych należało pozyskanie do współpracy Fritza Grabego. Po otrzymaniu rozkazu likwidacji Ekspozytury, przeniósł się do Warszawy. Od marca do lipca 1944 roku był szefem tzw. Besty. W powstaniu warszawskim walczył jako dowódca 2 kompanii batalionu AK „Miłosz”. W czasie walk został ranny. Po upadku powstania uciekł z kolumny jenieckiej i dalej kontynuował działalność konspiracyjną jako szef II Oddziału Komendy Obszaru Zachodniego AK.

## Po wojnie
Po wojnie przyjechał do Szczecina. We wrześniu 1945 roku ujawnił się przed Komisją Likwidacyjną Armii Krajowej, a następnie został zweryfikowany przez Komisję Ministerstwa Obrony Narodowej w stopniu kapitana artylerii. 11 listopada 1945 roku rozpoczął służbę w 12 Dywizji Piechoty. Został wyznaczony na stanowisko dowódcy 2 baterii w 15 samodzielnym dywizjonie artylerii przeciwpancernej. W maju 1946 roku został przeniesiony do pracy w sztabie artylerii 12 DP. W 1947 został przeniesiony na stanowisko szefa artylerii - dowódcy dywizjonu artylerii w 41 pp. 10 listopada 1949 roku został zwolniony z zawodowej służby wojskowej.
W 1950 roku został aresztowany pod zarzutem działalności w nielegalnej organizacji wojskowej kierowanej przez gen. Stanisława Tatara. Skazany na dożywotnie więzienie. W 1956 roku został zrehabilitowany.
Do służby wojskowej już nie wrócił. Podjął pracę w Urzędzie Wojewódzkim w Szczecinie, a następnie w Akademii Rolniczej i Politechnice Szczecińskiej. W 1976 roku przeszedł na emeryturę. W 1981 roku  był inicjatorem powołania klubów Powstańców Warszawskich i Żołnierzy Kresowych Armii Krajowej. Z jego inicjatywy stworzono Kaplicę Armii Krajowej w bazylice katedralnej i sanktuarium członków Klubu Kresowych Żołnierzy AK w kościele Matki Boskiej Ostrobramskiej w Szczecinie. W rezerwie otrzymał stopień podpułkownika i pułkownika. Jest autorem wspomnień: „Z utraconego Wołynia do odzyskanego Szczecina” (1995), „Moja działalność w AK” (1997), „Wspomnienia” (1998).
Pochowany został na cmentarzu Centralnym w Szczecinie kwatera 21a.

## Awanse
- podporucznik - 1936
- kapitan - zweryfikowany jesienią 1945
- major - 12 października 1946

## Ordery i odznaczenia
Pierwotny wykaz orderów i odznaczeń podano za: Danuta Szyksznian Jak dopalał się ogień biwaku. s. 37
- Krzyż Srebrny Orderu Virtuti Militari
- Krzyż Komandorski Orderu Odrodzenia Polski
- Krzyż Oficerski Orderu Odrodzenia Polski
- Krzyż Kawalerski Orderu Odrodzenia Polski
- Krzyż Walecznych[8]
- Złoty Krzyż Zasługi z Mieczami
- Krzyż Armii Krajowej
- Warszawski Krzyż Powstańczy